# Marton József (teológus)
Marton József (Székelykál, 1950. április 15. –) magyar teológus, tanszékvezető professzor, a teológia tudományok doktora (Budapest, 1992), nagyprépost, kanonok, pápai káplán.

## Életpályája
Római katolikus földműves családból származik. Elemi iskoláját szülőfalujában végezte 1958–1965 között. Líceumi tanulmányait Nyárádszeredában folytatva, 1969-ben érettségizett. A hatéves Teológiai Főiskolát Gyulafehérváron 1975-ben fejezte be, amikor Márton Áron püspök pappá szentelte.
Öt évig lelkipásztori munkát végzett Székelyudvarhelyen (1975–1977), Ditróban (1977–1978) és Marosvásárhelyen (1978–1979). 1980 szeptemberétől teológiai tanárként működött Gyulafehérváron. 1980–1985 között a gyulafehérvári Kisszemináriumban lelkivezető is volt. A Teológiai Főiskolán katekétikát, patrológiát és egyháztörténelmet oktatott. Időközben az 1990-es fordulat lehetőséget nyújtott külföldi továbbképzésre; így két és fél év alatt a budapesti Pázmány Péter pápai Akadémián teológiai doktorátust szerzett 1992. június 24-én.
1990-ben a gyulafehérvári Főiskola keretén belül a világi hívek számára távoktatásos képzés indult. Ennek szervezője és vezetője volt dékáni minőségében 1999-ig. 1996-ban megszervezte a kolozsvári Babeş–Bolyai Tudományegyetem keretén belül a Római Katolikus Teológiai Fakultást, amelynek azóta is professzora és 2008-ig dékánja.
1999-ben elnyerte a doktoráltatási jogot teológiából.

## Főbb művei
- Az erdélyi (gyulafehérvári) egyházmegye története; összeáll. Marton József; s.n., Gyulafehérvár, 1993
- Patrológia; összeáll. Marton József; Gyulafehérvári Római Katolikus Hittudományi Főiskola Hittanárképző Tagozat, Gyulafehérvár, 1995
- Márton Áron emlékkönyv születésének 100. évfordulóján; szerk. Marton József; Gloria, Kolozsvár, 1996
- Márton Áron centenárium; szerk. Marton József; Gloria, Gyulafehérvár, 1996
- Marton József–Jakabffy Tamás: Az erdélyi katolicizmus századai. Képes egyházmegye-történet; Gloria, Kolozsvár, 1999
- Papnevelés az erdélyi (gyulafehérvári) egyházmegyében 1753-tól 1918-ig, Studia Theologica Budapestiensis Series Facultatis Theologicae Universitatis Catholicae a Petro Pázmány., Vol. 5, Budapest, 1993, p. 242.
- Katolikus egyháztörténet II., Stúdia kiadó, Kolozsvár, 2001. p. 1-375.
- Katolikus egyháztörténet I., Stúdia kiadó, Kolozsvár, 2002. p. 1-555.
- Márton Áron, Erdély püspöke; Gyulafehérvári Római Katolikus Érsekség, Alba Iulia, 2002
- Emlékkönyv a 250 éve alapított gyulafehérvári papnevelde jubileuma alkalmából. Gyulafehérvár 1753-2003; szerk. Marton József; Római Katolikus Hittudományi Főiskola, Gyulafehérvár, 2003
- Márton Áron élete, Gloria kiadó, Kolozsvár, p. 1-40.- magyarul, németül és románul.
- Keresztény ókor, Mentor kiadó, Marosvásárhely, 2004. p. 1-243.
- Fogarasy Mihály erdélyi püspök élete és munkássága, Gyulafehérvár, 2005. p. 1-201.
- A keresztény középkor. Egyháztörténeti tanulmány; Mentor, Marosvásárhely, 2005
- A keresztény újkor. Egyháztörténeti tanulmány; Mentor, Marosvásárhely, 2006
- Az erdélyi katolicizmus századai. Képes egyházmegye-történet; Jakabffy Tamás, Marton József; Verbum, Kolozsvár, 2007 (angol, német, román nyelven is)
- Az erdélyi katolicizmus 90 éve. 1900-1990; Kolozsvári Egyetemi, Cluj-Napoca, 2008
- A keresztény jelenkor. 1789-2005. Egyháztörténeti tanulmány; Mentor, Marosvásárhely, 2008
- Ezeréves múltunk. Tanulmányok az erdélyi egyházmegye történelméről; szerk. Marton József, Bodó Márta; Verbum Keresztény Kulturális Egyesület–Szent István Társulat, Kolozsvár–Bp., 2009
- Istenem és mindenem. Száz éve született Jakab Antal; szerk. Marton József ; Verbum Keresztény Kulturális Egyesület–Szent István Társulat, Kolozsvár–Bp., 2009
- A keresztény szerzetesség története; Stúdium, Kolozsvár, 2010
- Itt vagyok, engem küldj! Tanulmányok a papságról; szerk. Marton József, Oláh Zoltán, Kovács F. Zsolt; Verbum Keresztény Kulturális Egyesület–Szent István Társulat, Kolozsvár–Bp., 2010
- Minden kegyelem! A 65 éves Jakubinyi György érsek köszöntése; szerk. Marton József, Oláh Zoltán; Verbum Keresztény Kulturális Egyesület–Szent István Társulat, Kolozsvár–Bp., 2011
- Az Erdélyi Egyházmegye a középkorban; Pro-Print, Csíkszereda, 2013
- Ecce sacerdos magnus. Tanulmányok Márton Áron püspökké szentelésének 75. évfordulójára; szerk. Marton József, Diósi Dávid, Bodó Márta; Verbum Keresztény Kulturális Egyesület–Szent István Társulat, Kolozsvár–Bp., 2014
- A Gyulafehérvári Római Katolikus Egyházmegye a 20. században; Pro-Print, Csíkszereda, 2014
- Katolicitás és etnocentrizmus Erdélyben. Katolikus identitásunk. Tanulmányok; szerk. Marton József, Diósi Dávid; Verbum Keresztény Kulturális Egyesület–Szent István Társulat, Kolozsvár–Bp., 2015
- Megmenekültem az oroszlán torkából. Az erdélyi katolikus egyház a megpróbáltatások idején: 1848, 1948; szerk. Marton József, Diósi Dávid; Verbum Keresztény Kulturális Egyesület–Szent István Társulat, Kolozsvár–Bp., 2015
- Marton József: "A Püspök". Tanulmányok Márton Áronról; Pro-Print, Csíkszereda, 2022

## Szerkesztéseiből
- Márton Áron írásai és beszédei. Gyulafehérvár, 1996
- Márton Áron emlékkönyv. Kolozsvár, 1996

## Elismerései
- 1985: Dr. Jakab Antal püspök szentszéki tanácsosnak nevezi ki
- 1993: II. János Pál pápa kitüntette a Suos Capellanos (pápai káplán) címmel
- 1996: Dr. Jakubinyi György érsek kanonokká léptette elő
- 2001: A Magyar Nemzeti Kulturális Örökség Minisztériuma egyháztörténeti tevékenységéért Fraknói Vilmos-díjjal jutalmazta
- 2002: A Babeş-Bolyai Tudományegyetem kitüntetése: Diploma de Inovaţie Instituţională
- 2003: A Babeş-Bolyai Tudományegyetem kitüntetése: Diploma de merit
- 2004: A Babeş-Bolyai Tudományegyetem kitüntetése: Diploma de merit
- 2021: A Magyar Érdemrend lovagkeresztje

Kutatómunkáinak eredményeit számos konferencián, tudományos ülésszakon, előadásokon ismertette.